# Деревня имени Дмитриева
Дмитриева (также имени Дмитриева, ранее Олисово) — деревня в Клинском районе Московской области, в составе Городского поселения Высоковск. Население — 25 чел. (2010). До 2006 года Дмитриева входило в состав Шипулинского сельского округа.
Деревня расположена в 2 км от северной окраины города Высоковск, высота центра над уровнем моря 170 м. Ближайшие населённые пункты на юге — вплотную Масюгино и в 0,5 км Полушкино, и, в 0,7 км на восток — Назарьево.
В деревне Олисово родился Герой Советского Союза Филипп Дмитриев.

## Население
| 2002 | 2006 | 2010 |
| ---- | ---- | ---- |
| 25   | ↘24  | ↗25  |